# Карл II Отто (пфальцграф Цвейбрюккен-Биркенфельда)
Карл II Отто Цвейбрюккен-Биркенфельдский (5 сентября 1625, Биркенфельд — 30 марта 1671, Биркенфельд) — пфальцграф и герцог Цвейбрюккен-Биркенфельда в 1669—1671 годах.

## Жизнь
Карл Отто родился в Биркенфельде в 1625 году и был единственным сыном Георга Вильгельма, пфальцграфа Цвейбрюккен-Биркенфельда.
В 1658 году он женился на Маргарите Гедвиге Гогенлоэ-Нейенштейнской (1625—1676), дочери графа Крафта VII Гогенлоэ-Нейенштейнского. У них было трое детей:
1. Карл Вильгельм (1659—1660)
2. Шарлотта София (1662—1708)
3. Гедвига Элеонора (1663—1721)

Он наследовал отцу в 1669 году. Карл Отто умер в Биркенфельде в 1671 году и был похоронен в Майзенхайме.